# 3 (telefonia mòbil)
Hutchison 3G Enterprises S.A.R.L., coneguda com a Hutchison 3G (acrònim H3G) i que opera sota la marca 3 (Three), és una empresa mundial de telefonia mòbil del grup xinès CK Hutchison Holdings (abans Hutchison Whampoa), que opera amb xarxes basades en tecnologia UMTS a Àustria, Dinamarca, Hong Kong i Macau, Indonèsia, Irlanda, Itàlia, Suècia, Regne Unit.
CK Hutchison Holdings té una participació majoritària a les 3 xarxes, a excepció de 3 Hong Kong i Tri Indonèsia. Aquestes xarxes són propietat majoritària de Hutchison Telecommunications International, en la qual CK Hutchison Holdings té un 50,003% d'interès.